# 布魯克海蘭 (阿拉巴馬州)
布魯克海蘭（英語：Brook Highland）是一個位於美國阿拉巴馬州謝爾比縣的非建制地區和人口普查指定地區。根據2010年美國人口普查，該地人口為6746人，而該地的面積約為7.39平方千米。

## 地理
布魯克海蘭的座標為33°25′42″N 86°41′34″W / 33.42833°N 86.69278°W，而該地最高點為海拔高度202米（即663英尺）。